# Pattinaggio di velocità ai I Giochi panamericani giovanili
Le competizioni di pattinaggio di velocità  ai I Giochi panamericani giovanili si sono svolte dall'1 al 4 dicembre a Cali, in Colombia

## Podi

### Ragazzi
| Evento               | Oro                  | Argento                  | Bronzo                   |
| 200 metri            | Guilherme Abel Rocha | Francisco Reyes Petrelli | Salomon Carballo         |
| 500 metri            | Guilherme Abel Rocha | Nicolas Albornoz Lorca   | José Carlos Rojas        |
| 1000 metri           | Juan Mantilla        | Santiago Lopez           | José Carlos Rojas        |
| Giro                 | Salomon Carballo     | Juan Fernando Reinoso    | Francisco Reyes Petrelli |
| Gara a punti         | Juan Mantilla        | Joel Adrian Guacho       | Ignacio Mardones Vidal   |
| Gara ad eliminazione | Juan Mantilla        | Joel Adrian Guacho       | Ignacio Mardones Vidal   |

### Ragazze
| Evento               | Oro               | Argento            | Bronzo                 |
| 200 metri            | Valeria Rodríguez | Maria Loreto Arias | Ivonne Nochez Gallardo |
| 500 metri            | Valeria Rodríguez | Maria Loreto Arias | Catalina Lorca Barra   |
| 1000 metri           | Gabriela Rueda    | Maria Loreto Arias | Catalina Lorca Barra   |
| Gieo                 | Valeria Rodríguez | Maria Loreto Arias | Ivonne Nochez Gallardo |
| Gara a punti         | Gabriela Rueda    | Valeria Idiaquez   | Daniela Bustamante     |
| Gara ad eliminazione | Gabriela Rueda    | Martina Pita       | Nicolle Ulloa Alcantar |